# Centre de Producció de Programes de Burjassot
El Centre de Producció de Programes (CPP) de Burjassot és un complex de producció audiovisual i de telecomunicacions situat a Burjassot, a l'Horta Nord, propietat de la Generalitat Valenciana. Ha sigut seu de producció de continguts audiovisuals per a diverses entitats públiques. És conegut principalment per haver sigut la seu principal de Radiotelevisió Valenciana i actualment la d'À Punt Mèdia, de la Corporació Valenciana de Mitjans de Comunicació.

## Arquitectura
L'estil arquitectònic del centre recorda al soviètic i brutalista pels materials de formigó armat i ciment. La idea inicial era crear un edifici amb formes geomètriques distintives amb una simbologia associada.
La façana principal destaca per l'«Arc», una gran arcada el·líptica que fa d'entrada simbòlica. La «Torre de les paràboles» és l'element més icònic del complex, concebut com a monument a l'emissió de senyals.
Estes estructures no només compleixen funcions pràctiques, sinó que els autors els van atorgar una càrrega simbòlica significativa en el context de l'àmbit de la televisió i la difusió.

## Història

### Disseny i construcció (1986-1989)
El 1986 la Generalitat Valenciana va encarregar el disseny de l'edifici a l'estudi d'arquitectura Vetges tu i Mediterrània (VTiM), dirigit per Tito Llopis, en col·laboració amb l'arquitecte Héctor Fernández Martín.

### Seu central de Radiotelevisió Valenciana (1989-2013)

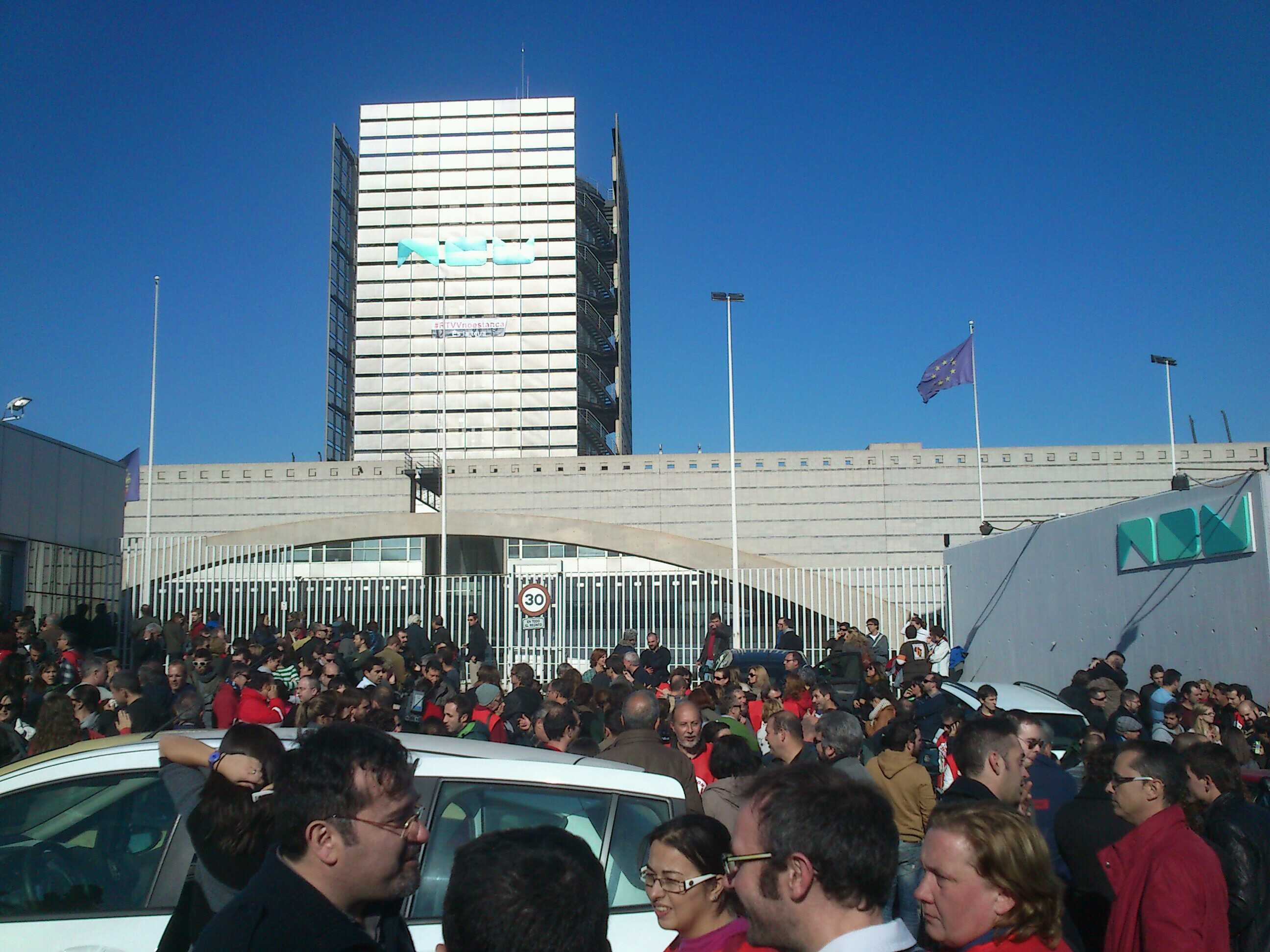
Concentració al CPP el dia que tallaren les emissions de Radioelevisió Valenciana.

La construcció es va alçar expressament per a ser la seu central de Televisió Valenciana (TVV). El complex de Burjassot va acollir les operacions centrals d'RTVV des de la seua inauguració el 1989 fins al tancament de l'entitat. El 29 de novembre de 2013, el CPP va ser l'escenari de l'últim dia d'emissió de Canal Nou. Les imatges d'aquell dia, amb treballadors mantenint les emissions fins a l'últim moment, es van emetre des del complex: a les portes de les instal·lacions, pels corredors, la sala d'equips dels últims segons, entre d'altres. Aquell dia, les càmeres van capturar la tensió del moment al CPP, convertint el fet en un episodi inèdit en la història de la televisió valenciana.

### Inactivitat pel tancament d'RTVV (2013-2017)
Des del dia del tancament de la radiotelevisió pública valenciana, les instal·lacions van quedar pràcticament inhabitades. Amb l'única excepció de l'arxiu històric d'RTVV, que va continuar digitalitzant-se a través de l'Institut Valencià de Cultura (anteriorment, CulturArts), i tècnics del centre emissor que va continuar emetent, entre altres coses, el múltiplex digital autonòmic (MAUT) amb cadenes privades o el servei del telèfon d'emergències 112 de la Generalitat Valenciana. Estes gestions es van fer a través de l'Entitat d'Infraestructures de la Generalitat o EIGE (posteriorment, EVHa).

### Intent de compartir seu amb RTVE
La Generalitat va obrir la possibilitat a la delegació valenciana de Radiotelevisió Espanyola (RTVE) a traslladar la seu de Paterna al Centre de Burjassot, i compartir-lo amb la futura radiotelevisió valenciana. RTVE va estudiar el canvi en un procés d'unificar els seus centres territorials de televisió i ràdio, però finalment no va quallar i no es va dur a terme el mencionat trasllat.

### Reactivació del complex
Amb la creació de la Corporació Valenciana de Mitjans de Comunicació (CVMC) i d'À Punt Mèdia, el CPP es va convertir en la seu de l'ens i de l'empresa. L'abandonament durant el tancament va obligar a substituir pràcticament tots els equips i es van haver de rehabilitar les instal·lacions. La renovació va implicar una inversió de 15 milions d'euros per a actualitzar les instal·lacions i equips. Amb la rehabilitació, es van crear nous estudis de ràdio dins del CPP amb equips moderns, ja que anteriorment els estudis de Ràdio Nou d'RTVV s'ubicaven en una altra seu situada a l'avinguda de Blasco Ibáñez, a València.

### Actualitat (2017-)
A hores d'ara, el CPP de Burjassot està en funcionament com a seu central d'À Punt Mèdia i d'Istec, ambdues empreses de propietat de la Generalitat Valenciana.

## Infraestructura i instal·lacions

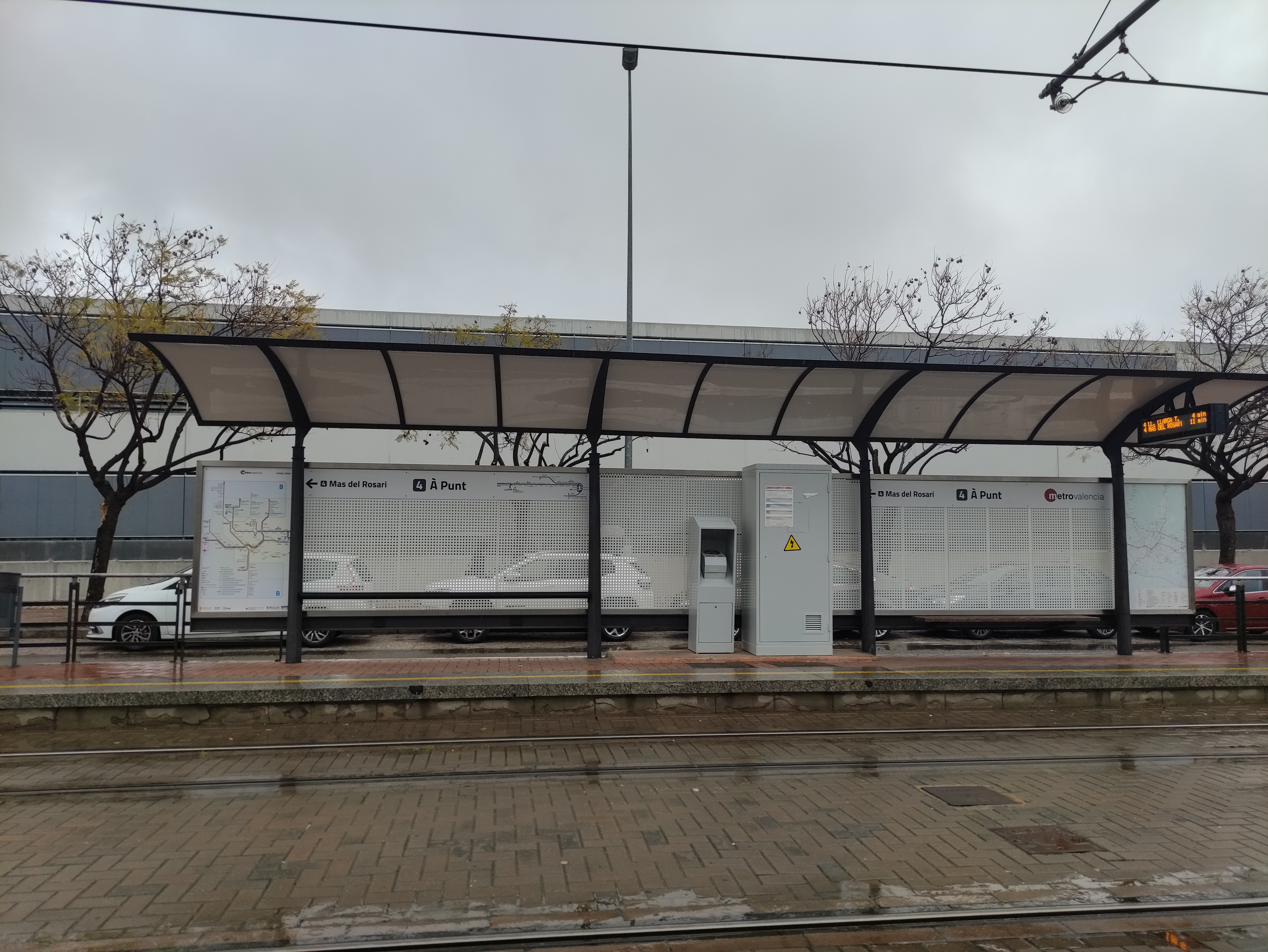
Parada de TVV/À Punt de la línia 4 de Metrovalència a l'avinguda de la Universitat, de Burjassot.

El complex compta amb diverses àrees clau per a la producció audiovisual:
- Platós
- Sales de control
- Redacció
- Arxiu
- Menjador
- Zona de pàrquing
- Antena de telecomunicacions
- Parada de tramvia: El recinte disposa, a l'avinguda de la Universitat, d'una parada de la línia 4 de Metrovalència, anomenada anteriorment «Televisió Valenciana» o «TVV» i actualment, «À Punt».